# Prestsfjall
Prestsfjall är ett berg i republiken Island. Det ligger i regionen Norðurland vestra, 210 km nordost om huvudstaden Reykjavík. Toppen på Prestsfjall är 1 305 meter över havet.
Trakten runt Prestsfjall är nära nog obefolkad, med mindre än två invånare per kvadratkilometer. Det finns inga samhällen i närheten. Trakten runt Prestsfjall är permanent täckt av is och snö.